# Bu Shang
Bu Shang (chinois : 卜商 ; pinyin : bǔ shāng) (507 - vers 400 Av. J.C.), de prénom social Zi Xia (chinois : 子夏 ; pinyin : zǐ xià), est un des disciples du philosophe chinois Confucius. Né dans une famille pauvre, il devient un disciple éminent de son maitre, au point qu'il fut l'un des cinq disciples ayant pris la responsabilité de la transmission des enseignements du philosophe. C'est pour cela, entre autres, qu'il devint avec le temps l'un des Dix sages de l'école confucéenne. Studieux, doué en littérature et en poésie, il a joué un rôle important dans la transmission de classiques tels que le Classique des vers et le Yi Jing. Il fonda une école dans l'état de Wei et enseigna au marquis Wen de Wei, le dirigeant dudit état, qui était le plus puissant des royaumes chinois du début de la période des Royaumes combattants. Il aurait également été le maitre de Li Kui, un des fondateurs du courant de pensée légiste, qui parle dans ses écrit de Bu Shang comme de quelqu'un faisant passer le talent avant le favoritisme et le clientélisme lorsqu'il avait un choix à faire.

## Biographie

### Origines
On ne sait pas avec certitude de quel état Bu Shang est originaire. Les sources anciennes nous étant parvenues localisent son lieu de naissance dans différents états, comme le Wey, le Wei ou le Wen (溫). Les érudits modernes, y compris Ch'ien Mu, pensent généralement qu'il est originaire de l'état de Wei. Ce qui est sûr, par contre, c'est qu'il est né en 507 av. J.-C., et qu'il a donc 44 ans de moins que Confucius,.

### Disciple de Confucius
Les caractéristiques les plus fréquemment mentionnées de Bu Shang sont son amour pour l'apprentissage par la lecture, et sa connaissance approfondie des classiques. Il a recommandé la mise en place d'un apprentissage large et engagé, et plus d'un millénaire après sa vie, son expression «Réfléchir aux choses proches» (jinsi) a été utilisée par le philosophe Zhu Xi comme titre de l'une des œuvres les plus importantes du néo-confucianisme. Cependant, il avait une « tendance au pédantisme » et traitait parfois l'apprentissage comme « une fin en soi ». Tout en faisant l'éloge de son apprentissage culturel, Confucius a légèrement critiqué Bu Shang pour son pédantisme, lui rappelant l'importance ultime de l'action vertueuse sur l'apprentissage.
Les Analectes et le Classique des Rites rapportent un certain nombre de propos de Bu Shang, l'un des plus connus étant : « La vie et la mort sont une affaire de Destinée; la richesse et l'honneur dépendent du Ciel ».

### Fin de vie
Confucius meurt le 11 mai 479 av. J.-C. à Qufu. Bu Shang, avec Yan Yan, Zeng Shen, You Ruo, Zhuansun Shi et Tantai Mieming, fait partie des disciples de Confucius qui continuèrent à enseigner après la mort de leur Maître. En 476 av. J.-C., il fonde son école, qu'on nommera plus tard « l'École de pensée de la rivière de l'Ouest » (« 西河学派 »), à Xihe, une ville située à l'ouest du fleuve Jaune, dans l'État de Wei. Il y a enseigné à de nombreux élèves, dont le marquis Wen de Wei (r. 445-396 av. J.-C.), le dirigeant de l'État en question. Ses autres étudiants influents comprenaient Tian Zifang (田子方), Zhai Huang (翟璜), Duangan Mu (段干木) et Wei Cheng (魏成), qui sont tous de puissants ministres du Wei.
Selon la tradition, Gongyang Gao et Guliang Chi, respectivement auteurs du Gongyang Zhuan et du Guliang Zhuan, deux des Trois Commentaires des Printemps et Automnes (春秋三傳 Chunqiu Sanzhuan), ont tous deux étudié les Annales des Printemps et Automnes avec Bu Shang comme professeur.
Bu Shang a vécu jusqu'à un âge très avancé. Lorsque son fils l'a précédé dans la tombe, il a pleuré abondamment, totalement inconsolable, et est devenu aveugle,.

## Postérité
On pense que les Analectes de Confucius ont été en partie compilé par ses élèves.
Dans les temples confucéens, la tablette spirituelle de Bu Shang est classée cinquième parmi les Douze Philosophes, à l'est.
Au cours de la dynastie Tang, l'empereur Xuanzong a décerné à titre posthume le titre de noblesse de Marquis de Wei (魏 侯 Wei Hou) à Bu Shang. Au cours de la dynastie Song, il a également reçu les titres de duc de Hedong (河東 河東 Hedong Gong) et de duc de Wei (魏公 Wei Gong).
Les descendants de Bu Shang portaient le titre de Wujing Boshi (五經博士; Wǔjīng Bóshì).

## Voir
- Confucius